# Carlos Quílez
Carlos Quílez Lázaro (Moncada y Reixach, Barcelona, 1966) es un periodista y escritor español.

## Biografía
Licenciado en periodismo por la Universidad Autónoma de Barcelona, fue corresponsal de la Cadena SER y jefe de la sección Tribunales y Policía durante muchos años.
En 2002, publicó su primera obra llamada Atracadores, donde el autor plasmó en sus páginas la experiencia y contacto vivido con el mundo policíaco tras las tareas e investigaciones periodísticas desempeñadas siendo corresponsal de la Cadena SER. 
Sus obras posteriores siguen la línea detallista y cruda sobre la delincuencia y los cuerpos policiales marcada por la primera obra. En su libro presentado en 2008, Mala Vida, Quílez hace una radiografía sobre varios  atracadores como el conocido Enrique Esteban García reinsertado y rehabilitado.
Fue director de Análisis de la Oficina Antifraude de Cataluña entre 2009 y 2014. 
Ejerció de jefe del área de investigaciones del desaparecido diario Economía digital entre octubre del 2014 y agosto del 2015. 
Actualmente colabora en los periódicos digitales Crónica global y El taquígrafo y desde 2018, en el programa de radio Por fin no es lunes, de Onda Cero.
Actualmente es el experto en seguridad del canal de televisión La Sexta colaborando en los programas de esa cadena en las secciones de sucesos en conexiones en directo y en el plató, como por ejemplo  Al rojo vivo, Más vale tarde, Aruser@s e Y ahora Sonsoles.
En 2024 estrena en La Sexta el programa true crime #Caso junto a Beatriz Osa y Cruz Morcillo.

## Obras de ficción
- Atracadores (2002, Cossetània)
- Cop a la Virreina / Asalto a la Virreina (2004, Plaza & Janés y Grijalbo), coescrita con Andreu Martín
- Psicòpata / Psicópata (2005, Cossetània y Horizonte y Alhena)
- Piel de policía (2006, Roca), coescrita con Andreu Martín
- Mala vida (2008, Aguilar)
- La solitud de Patrícia / La soledad de Patricia (2009, La Magrana y RBA). Premio Crims de Tinta 2009,  1ª novela de la serie de Patrícia Bucana.
- Cerdos y gallinas (2012, Alrevés),  2ª novela de la serie de Patrícia Bucana.
- Manos sucias (2014, Alrevés)
- Sigue la mala vida (2016, Alrevés)[2]

## Periodismo de investigación
- Diamantes sucios (2016, Crónica Global)

- El contragolpe (2021, Editorial Península)

- Condenados relatos (Más mala vida) (2023, Editorial Alreves)

## Reconocimientos
- Premio Crims de Tinta (2009), por la obra: La solitud de Patrícia / La soledad de Patricia.

- Premio Rodolfo Walsh de la Semana Negra de Gijón (2009), por la obra: Mala vida.